# Canoagem nos Jogos Olímpicos de Verão de 2012 - K-4 1000 m masculino
A competição do K-4 1000 m masculino da canoagem nos Jogos Olímpicos de Verão de 2012 realizou-se nos dias 7 e 9 de agosto no Eton Dorney.

## Calendário
Horário local (UTC+1)
| Dia         | Horário | Fase          |
| ----------- | ------- | ------------- |
| 7 de agosto | 09:30   | Eliminatórias |
| 7 de agosto | 11:01   | Semifinal     |
| 9 de agosto | 09:48   | Final         |

## Medalhistas
|  | AUS Austrália                                    |  | HUN Hungria                                            |  | CZE Chéquia                                       |
|  | Tate Smith Dave Smith Murray Stewart Jacob Clear |  | Zoltán Kammerer Dávid Tóth Tamás Kulifai Dániel Pauman |  | Daniel Havel Lukáš Trefil Josef Dostál Jan Štěrba |

## Resultados

### Eliminatórias
Os melhores colocados em cada bateria avançam a final, enquanto que os demais classificados avançam para as semifinais.

#### Eliminatória 1
| Pos. | Nome                                                            | CON            | Tempo    | Notas |
| ---- | --------------------------------------------------------------- | -------------- | -------- | ----- |
| 1    | Peter Gelle Martin Jankovec Erik Vlček Juraj Tarr               | SVK Eslováquia | 2:55.173 | Q     |
| 2    | Marcus Groß Norman Bröckl Tim Wieskötter Max Hoff               | GER Alemanha   | 2:56.987 |       |
| 3    | Kim Wraae Knudsen René Holten Poulsen Emil Stær Kasper Bleibach | DEN Dinamarca  | 3:05.134 |       |
| 4    | Traian Neagu Toni Ioneticu Ștefan Vasile Ionel Gavrilă          | ROU Romênia    | 3:12.371 |       |
| 5    | Milenko Zorić Ervin Holpert Aleksandar Aleksić Dejan Terzić     | SRB Sérvia     | 3:21.437 |       |

#### Eliminatória 2
| Pos. | Nome                                                    | CON                 | Tempo    | Notas |
| ---- | ------------------------------------------------------- | ------------------- | -------- | ----- |
| 1    | Zoltán Kammerer Dávid Tóth Tamás Kulifai Dániel Pauman  | HUN Hungria         | 2:54.153 | Q     |
| 2    | Daniel Havel Lukáš Trefil Josef Dostál Jan Štěrba       | CZE República Checa | 2:54.267 |       |
| 3    | Tate Smith Dave Smith Murray Stewart Jacob Clear        | AUS Austrália       | 2:59.789 |       |
| 4    | Ilya Medvedev Anton Vasilev Anton Ryakhov Oleg Zhestkov | RUS Rússia          | 3:04.781 |       |
| 5    | Zhang Hongpeng Zhou Peng Shen Jie Huang Zhipeng         | CHN China           | 3:14.234 |       |

### Semifinais
Os seis melhores classificados avançam para a final.
| Pos. | Nome                                                            | CON                 | Tempo    | Notas |
| ---- | --------------------------------------------------------------- | ------------------- | -------- | ----- |
| 1    | Tate Smith Dave Smith Murray Stewart Jacob Clear                | AUS Austrália       | 2:52.505 | Q     |
| 2    | Marcus Groß Norman Bröckl Tim Wieskötter Max Hoff               | GER Alemanha        | 2:53.575 | Q     |
| 3    | Daniel Havel Lukáš Trefil Josef Dostál Jan Štěrba               | CZE República Checa | 2:53.984 | Q     |
| 4    | Ilya Medvedev Anton Vasilev Anton Ryakhov Oleg Zhestkov         | RUS Rússia          | 2:54.303 | Q     |
| 5    | Traian Neagu Toni Ioneticu Ștefan Vasile Ionel Gavrilă          | ROU Romênia         | 2:55.027 | Q     |
| 6    | Kim Wraae Knudsen René Holten Poulsen Emil Stær Kasper Bleibach | DEN Dinamarca       | 2:56.003 | Q     |
| 7    | Milenko Zorić Ervin Holpert Aleksandar Aleksić Dejan Terzić     | SRB Sérvia          | 2:56.346 |       |
| 8    | Zhang Hongpeng Zhou Peng Shen Jie Huang Zhipeng                 | CHN China           | 3:00.315 |       |

### Final
| Pos.              | Nome                                                            | CON                 | Tempo    | Notas |
| ----------------- | --------------------------------------------------------------- | ------------------- | -------- | ----- |
| Medalha de ouro   | Tate Smith Dave Smith Murray Stewart Jacob Clear                | AUS Austrália       | 2:55.085 |       |
| Medalha de prata  | Zoltán Kammerer Dávid Tóth Tamás Kulifai Dániel Pauman          | HUN Hungria         | 2:55.699 |       |
| Medalha de bronze | Daniel Havel Lukáš Trefil Josef Dostál Jan Štěrba               | CZE República Checa | 2:55.850 |       |
| 4                 | Marcus Groß Norman Bröckl Tim Wieskötter Max Hoff               | GER Alemanha        | 2:56.172 |       |
| 5                 | Kim Wraae Knudsen René Holten Poulsen Emil Stær Kasper Bleibach | DEN Dinamarca       | 2:56.542 |       |
| 6                 | Peter Gelle Martin Jankovec Erik Vlček Juraj Tarr               | SVK Eslováquia      | 2:56.771 |       |
| 7                 | Ilya Medvedev Anton Vasilev Anton Ryakhov Oleg Zhestkov         | RUS Rússia          | 2:57.375 |       |
| 8                 | Traian Neagu Toni Ioneticu Ștefan Vasile Ionel Gavrilă          | ROU Romênia         | 2:58.223 |       |